# نوربخش الخراساني
نوربخش الخراساني (795 - 869 هـ) هو متصوف وشاعر، من أهل خراسان. تنسب إليه الطريقة المعروفة بالنوربخشية.
هو محمد بن عبد الله الموسوي القائني القهستاني الخراساني، الملقب بنوربخش، المشتهر بالحصوري ونوربخش (أي واهب الأنوار). ولد في قاين من توابع خراسان سنة 795 هـ، وحفظ القرآن وهو في سن السابعة. أخذ عن علاء الدولة السمناني وإسحاق الختلاني والسيد علي الهمداني. توفي في الرابع عشر من شهر ربيع الأول سنة 869 هـ.

## نسبه
هو محمد بن عبد الله بن محمد بن أحمد بن علي بن جعفر بن حسن بن سليمان بن صادق بن عبد الواحد بن رضا بن هاشم بن عبد المطلب بن أبو الحسن بن محمد بن مهدي بن سعيد بن صالح بن زيد بن موسى بن جعفر، الموسوي القائيني الأحسائي.

## آثاره
من آثاره: ديوان شعر، و «شجره مشايخ» (أو الشَّجَرَة الوفية فِي ذكر المشائخ الصُّوفِيَّة)، و«إنسان نامه»، وله منظومة تفسير سورة الحشر.